# El Terreno
El Terreno es un barrio situado en el distrito de Poniente de Palma de Mallorca, en Baleares (España).
Está delimitado por el mar y el Bosque de Bellver así como por los torrentes de Mal Pas y de s'Aigo Dolça, este último soterrado, a lo largo de la calle Luis Fábregas. Originariamente se formó como una zona de veraneo para la burguesía palmesana a finales del siglo XIX y principios del XX.
En el barrio también se establecieron personas que vivían allí durante todo el año, y surgieron asociaciones culturales como la Sociedad Instructiva Bellver, desaparecida al inicio de la guerra civil española (1936).
Donde se cruzan los antiguos caminos de Génova y Portopí —actuales calles Robert Graves y Joan Miró— está situada la plaza Gomila. Esta se convirtió en el centro neurálgico del ocio en la capital mallorquina durante las décadas de los 60, los 70 y los 80, aunque a partir de la años 90 toda esta zona sufrió un importante declive. Gomila contaba con salas de fiestas, discotecas reconocidas a nivel internacional como Tito's, Barbarela o Zhivago. De estas tres, tan solo la primera continua abierta.
La orografía del barrio, inclinada hacia la costa, inicialmente permitía una visión del mar desde la mayoría de las casas, todas plantas bajas o de pocos pisos, y normalmente con jardín. Pero debido a la falta de control municipal a nivel urbanístico, fueron destruidas algunas casas para construir bloques de pisos de gran altura, destruyendo el equilibrio original. Los primeros edificios de estas características construidos fueron el edificio Sol y el edificio Neptuno, justo al borde del mar con accesos desde Plaza Mediterráneo y el entonces recién concluido Paseo Marítimo.
La vida del barrio no está ya vinculada al mar, salvo en el aspecto residencial, pero mantiene su afectación al bosque de Bellver, pulmón verde de la ciudad.

## Galería

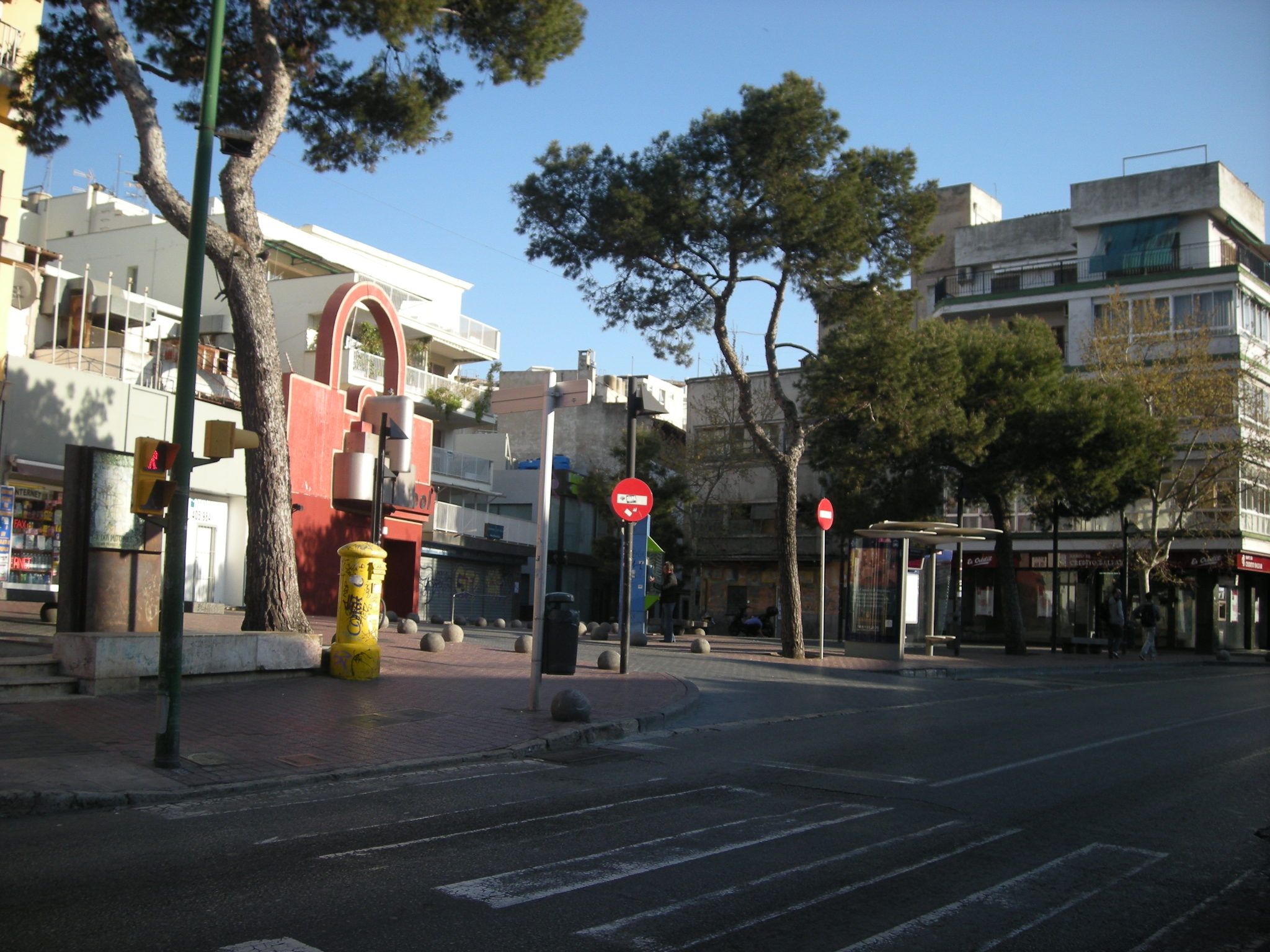
La plaza Gomila.
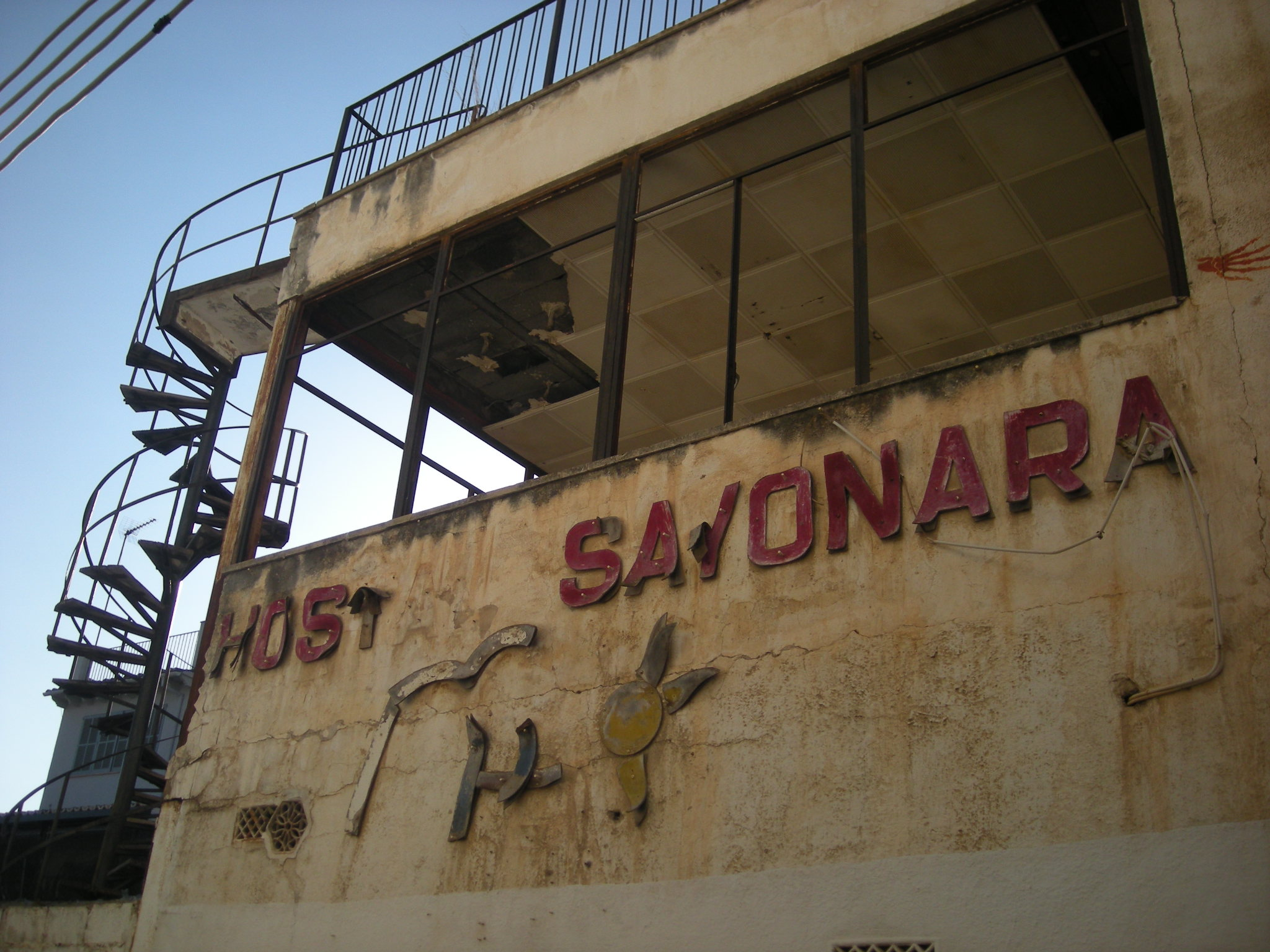
Estado actual del antiguo Hostal Sayonara
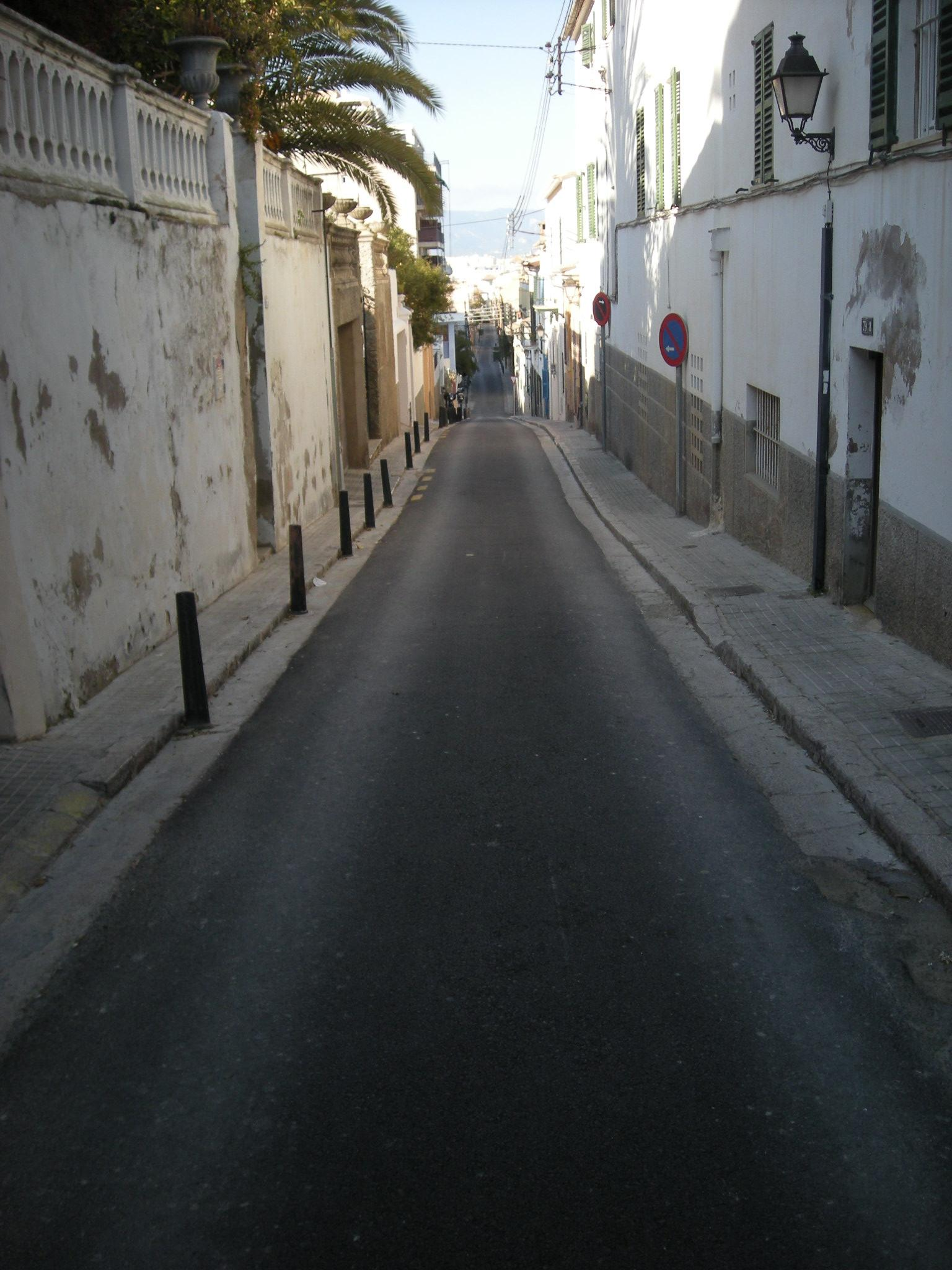
Una de las calles del barrio.